# Prêmio Gestão Escolar
O Prêmio Gestão Escolar é um reconhecimento do Conselho Nacional de Secretários da Educação (Consed), a projetos inovadores e gestões competentes na educação básica do ensino público brasileiro.
O objetivo da premiação é estimular que escolas públicas mostrem o desenvolvimento de suas gestões, além de incentivar o processo de melhoria contínua na escola, pela elaboração de planos de ações, tendo como base uma autoavaliação.
O Prêmio conta com a parceria da Unesco, MEC, Undime, Fundação Roberto Marinho, Instituto Unibanco, Fundação Itaú Social, Fundação Victor Civita, Gerdau, Fundação SM e Embaixada dos Estados Unidos no Brasil.

## Origem
Em meados da década de 1990, o Consed mobilizou esforços conjuntos de organizações e instituições em torno de projetos voltados para a melhoria da gestão escolar no Brasil. Em julho de 1998 foi criado o primeiro Prêmio Nacional de Referência em Gestão Escolar visando estimular o desenvolvimento da gestão democrática nas escolas públicas brasileiras, com o foco na melhoria da gestão e da qualidade do ensino.
Na sua primeira fase foi dada ênfase maior em gestão democrática na escola, privilegiando a ação coletiva, mediante o estabelecimento de acordos e parcerias e a participação de todos os segmentos da comunidade escolar no processo de tomada de decisões.
Posteriormente a ênfase recaiu sobre a aprendizagem e benefícios à formação dos estudantes, pelo entendimento de que a participação em si não é um valor, caso não reverta em benefício da aprendizagem e formação dos estudantes, para os quais a escola é constituída.
A Unesco e a Undime promovem a premiação desde o início, assim como a Embaixada dos Estados Unidos no Brasil, que oferece como prêmio uma viagem de 15 dias de duração, aos diretores das escolas selecionadas, para visita técnica a estabelecimentos de ensino americanos e exposição a novas experiências de gestão escolar.
Em 1999 o Prêmio ganhou a importante parceria da Fundação Roberto Marinho, cujo empenho e participação efetiva que incorporou novas premiações, tanto em dinheiro, quanto em espécie (fitas cassetes e CDs de programas educativos), além de um grande impulso na divulgação, pelo Canal Futura. O Prêmio Gestão Escolar encontra-se na sua 13° edição e 25.139 instituições já participaram.

## Participação
Cada unidade da federação seleciona seu destaque estadual/distrital. Posteriormente, uma comissão formada por representantes dos parceiros do prêmio escolhe seis finalistas nacionais, que concorrem ao título Referência Brasil. Em todas as etapas, são avaliadas cinco dimensões: gestão pedagógica, gestão participativa, gestão de serviços e recursos, gestão de resultados e gestão de pessoas.
Para avaliação, o Prêmio baseou-se em estudo extensivo feito no contexto da extinta Rede Nacional de Referência em Gestão Escolar (Renageste), realizado com o objetivo de especificar os principais aspectos norteadores da gestão escolar.
O instrumento de avaliação pelas escolas foi produzido a partir da definição de centenas de itens descritos no âmbito das unidades federadas, que foram trazidos para um fórum nacional constituído por coordenadores da Renageste, os quais realizaram o trabalho de integração e condensações até chegar a cinco categorias de gestão. Em cada um dos anos sub-sequentes, após avaliação pelos coordenadores do Prêmio nos estados, o instrumento de avaliação veio sofrendo adequações.
Gradualmente, a partir do desempenho do Prêmio o regulamento e manual da premiação foram sendo ano a ano reformulados, de modo a incorporar, tanto novos critérios para a apresentação dos dossiês de candidatura, como a melhoria dos itens de avaliação.
A partir de 2011 deram se o início das inscrições online para o Prêmio e já em 2012 houve aperfeiçoamento para facilitar o processo de inscrição.
Para 2012 a escola selecionada na etapa nacional recebe R$ 30 mil. As seis finalistas ganham R$ 10 mil cada uma. Já as escolas selecionadas como Destaques Estaduais recebem R$ 6 mil cada. Por meio de uma parceria com a Embaixada dos Estados Unidos, aos diretores da escolas  escolhidas como destaque nos estados e no DF é oferecida uma viagem de intercâmbio, onde conhecem experiências de escolas públicas americanas.

## Parceiros
- União Nacional dos Dirigentes Municipais de Educação (Undime)
- Unesco
- Unicef
- Fundação Ford
- Conselho Britânico
- Embaixada dos Estados Unidos no Brasil